# Rodovia Ontário 50
A King's Highway 50, comumente chamada de Highway 50, era uma rodovia provinciana mantida na província canadense de Ontário . A rodovia, que foi desativada em 1998, ainda é chamada de Highway 50, embora agora seja composta por várias estradas municipais e regionais : Peel Regional Road 50, York Regional Road 24 e Simcoe County Road 50 . A rota começou na extremidade norte da antiga Etobicoke (hoje parte de Toronto ) na Rodovia 27 como Albion Road, e viajou para o noroeste até a Rodovia 89 a oeste da cidade de Alliston . No caminho, passou pelos vilarejos de Bolton, Palgrave e Loretto . A estrada ao sul de Bolton tornou-se mais suburbana à medida que o desenvolvimento avançava do leste e do oeste; mas, apesar do aumento da urbanização, da remoção do status de rodovia e do fato de passar pelo antigo Albion Township, o nome Albion Road não foi estendido para segui-lo fora de Toronto.
Autoestrada 50 foi designado em 1936, conectando o terminal oeste da Rodovia 49 com Bolton. Um ano depois, foi estendida tanto para o norte quanto para o sul até a Rodovia 9 e Rodovia 7, respectivamente. Em 1962, a rota foi estendida para o sul até a Rodovia 27 em Toronto. Uma extensão final foi designada em 1976, estendendo a rodovia ao norte até a Highway 89. Em 1997 e 1998, toda a rota foi transferida para os governos regionais, desativando a designação.

## Descrição da rota
A Rodovia 50 começava na Rodovia 27 em Etobicoke, seguindo a Albion Road na direção noroeste. Até a Steeles Avenue, ela foi mantida como um elo de ligação com a Metropolitan Toronto, tendo pouca semelhança com a rodovia rural ao norte da cidade.
A antiga rota da Rodovia 50 começa como uma via arterial urbana; como a parte mais a noroeste da Albion Road. Ao contrário da maioria das outras estradas principais em Toronto, ela viaja diagonalmente pela grade rodoviária. Em Steeles, a estrada faz uma curva para o norte e serve como limite entre Brampton a oeste e Vaughan a leste, nas regiões de Peel e York, respectivamente, seguindo um alinhamento que divide as malhas rodoviárias de concessão de ambos os municípios regionais, mas não segue nenhum. Ao norte da antiga Rodovia 7 (chamada Queen Street no lado de Brampton), a estrada passa a leste da antiga aldeia de Ebenezer e depois a oeste da Canadian Pacific Railway Vaughan Intermodal Facility, um grande pátio ferroviário. Na Mayfield Road (Peel Regional Road 14), que serve como limite de Brampton e Caledon, a rota faz uma curva para noroeste para se alinhar à rede rodoviária regional de Peel, uma vez que passa inteiramente dentro dessa região e entra na vila de Bolton, onde chama-se Queen Street.

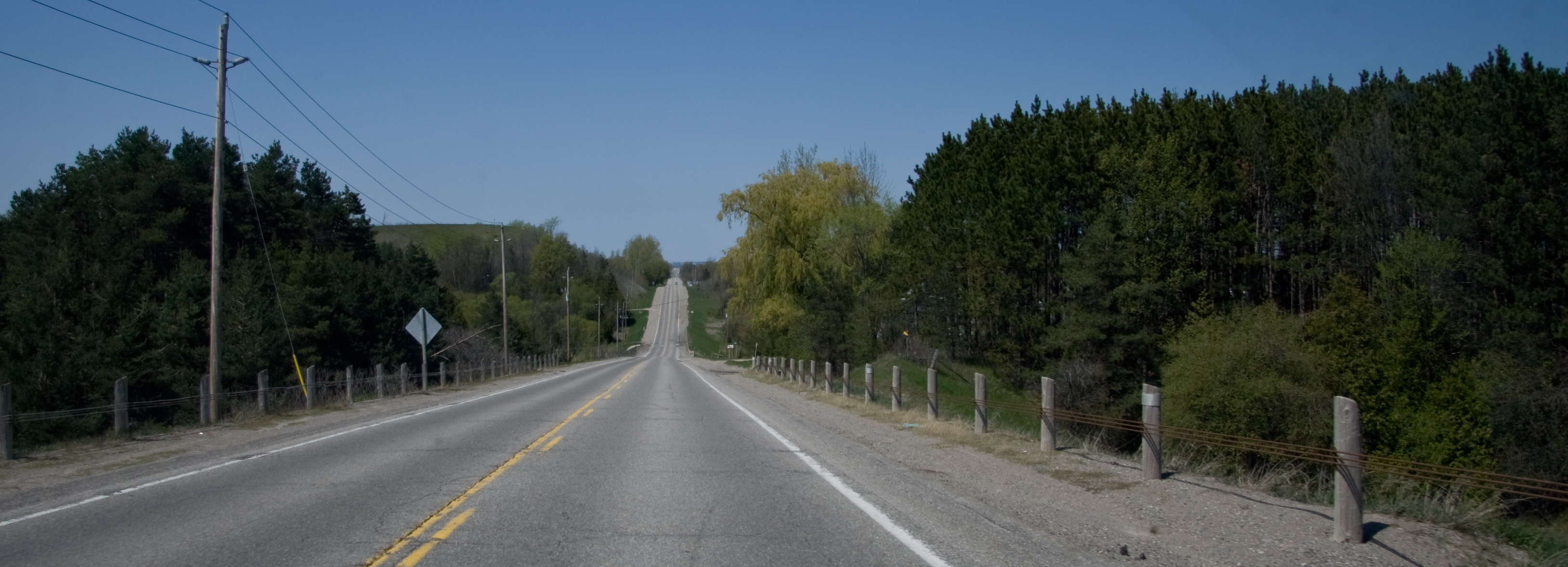
Rodovia 50 entre Bolton e Alliston

Ao norte de Bolton, a estrada entra em um trecho rural, onde divide dois campos de golfe e dá acesso à Área de Conservação de Albion Hills . Pouco depois entra na aldeia de Palgrave, virando para oeste para evitar um lago . Ao norte de Palgrave, a estrada é principalmente rural, cercada por campos abertos; a oeste está a Área de Conservação de Palgrave . A estrada encontra a Highway 9 e faz uma curva para o norte, entrando no Condado de Simcoe . Ele viaja direto pelo pequeno vilarejo de Loretto em sua etapa final em direção ao norte. A antiga rodovia termina na Highway 89, a oeste de Alliston, local de uma fábrica da Honda .</ref>

## História
Autoestrada 50 entre Steeles Avenue e Bolton era originalmente parte de uma estrada histórica chamada Indian Line, que continuou o curso da futura rodovia ao sul da junção da Albion Road em Claireville, antes da parte sul da Indian Line ser redirecionada e subseqüentemente incluído na Rodovia 427 . Foi assumido pela primeira vez pelo Departamento de Rodovias como parte da rede da King's Highway em 1936, conectando a Highway 49 com Bolton. Em agosto 12 de novembro de 1936, os 5.4 km (3.4 mi) a rota foi designada. Um ano depois, em agosto Em 11 de novembro de 1937, a rota foi estendida para o norte até a Highway 9. Em outubro 6, foi estendido para o sul até a Rodovia 7 ao longo da fronteira York-Peel.
Autoestrada 50 foi baixado, processo que transfere a responsabilidade pelo custeio e manutenção de uma rodovia para as diversas jurisdições em que ela residia, a partir de abril 1, 1997. Naquele dia, o trecho entre a Steeles Avenue e a Highway 7 foi transferido para a jurisdição conjunta dos Municípios Regionais de York e Peel, e o acordo de conexão com a cidade de Caledon através do centro de Bolton revogado. A estrada foi designada Estrada Regional 24 de julho 10, 1997, mas renumerado como Estrada Regional 50 em março 26, 1998. A região de York não seguiu o exemplo com essa mudança e, portanto, a estrada ainda é designada como Estrada Regional 24 pelo seu Departamento de Obras Públicas. O trecho restante da Rodovia 50 ao norte da Rodovia 7 foi transferido para as regiões de York e Peel e o Condado de Simcoe em janeiro 1, 1998, desativando totalmente a designação. Uma transferência final ocorreu em agosto 13, 1998 entre a cidade de Caledon e a região de Peel, quando o antigo elo de conexão através de Bolton foi assumido pela região de Peel. Desde então, o condado de Simcoe designou sua parte da antiga rodovia como County Road 50 .

## Principais cruzamentos
| Toronto | Etobicoke        | 0.0  | 0.0                                | Highway 27 – Toronto              |
| Toronto | Etobicoke        | 2.7  | 1.7                                | Regional Road 15 (Steeles Avenue) |
| York    | Brampton–Vaughan | 2.7  | 1.7                                | Regional Road 15 (Steeles Avenue) |
| York    | Brampton–Vaughan | 3.7  | 2.3                                | Regional Road 8 (Gore Road)       |
| York    | Brampton–Vaughan | 4.7  | 2.9                                | Highway 7 – Brampton, Vaughan     |
| York    | Brampton–Vaughan | 13.0 | 8.1                                | Regional Road 49 (Nashville Road) |
| York    | Brampton–Vaughan | 14.4 | 8.9                                | Regional Road 14 (Mayfield Road)  |
| York    | Caledon          | 14.4 | 8.9                                | Regional Road 14 (Mayfield Road)  |
| York    | 19.3             | 12.0 | Regional Road 9 (King Street)      |                                   |
| York    | 26.8             | 16.7 | Regional Road 22 (Old Church Road) |                                   |
| York    | 33.9             | 21.1 | Highway 9                          |                                   |
| Simcoe  | 33.9             | 21.1 | Highway 9                          | New Tecumseth                     |
| Simcoe  | 40.3             | 25.0 | County Road 14                     | New Tecumseth                     |
| Simcoe  | 43.2             | 26.8 | County Road 1                      | New Tecumseth                     |
| Simcoe  | Alliston         | 53.5 | 33.2                               | Highway 89                        |